# مازيراتي خامسين
مازيراتي خامسين (بالإنجليزية: Maserati Khamsin)‏ هي سيارة رياضية من صناعة مازيراتي أنتجت في 1974 وتوقف إنتاجها في 1982. سميت على اسم رياح الخماسين. لم تخلف الخامسين أو الخماسين أي سيارة من مازيراتي حتى أنتجت الشركة سيارتها شمال في عام 1990.